# The Nefilim
The Nefilim war eine Metal-Band, die Carl McCoy nach der Auflösung seiner vorigen Band Fields of the Nephilim gründete.

## Geschichte
Kurz nach dem Ende von Fields of the Nephilim kündigte McCoy an, eine neue Band namens The Nefilim zu gründen, auf die seine Anhänger jedoch lange warten mussten. McCoys erster Auftritt mit The Nefilim fand 1993 auf dem Zillo-Festival in Deutschland statt. Ein Album erschien jedoch nicht, stattdessen kamen Gerüchte in Umlauf, dass McCoy ständig Musik und Produzenten feuerte oder drogenabhängig geworden sei. 1996 erschien letztlich das Album Zoon. McCoy begründete die lange Wartezeit mit Problemen, einen Produzenten zu finden.

## Stil

### Musik
Im Voices from the Darkside wurde die Musik von The Nefilim als metallischere Version von McCoys Aktivitäten bei Fields of the Nephilim. Von Fields of the Nephilim abweichend, weisen zahlreiche Stücke eine Affinität zum Death Metal und Industrial Metal auf und schreckten somit zahlreiche Gothic-Rock-Hörer von Anfang an ab. McCoy verriet jedoch, allgemein keinen Death Metal zu mögen, wohl aber einige Aspekte des Genres, in dem sehr viel Kraft und Energie stecke, und bezeichnete Zoon 1996 als das beste Album, das er je aufgenommen habe.

### Texte
Die Liedtexte wurden nicht abgedruckt, da McCoy nicht wollte, dass die Hörer sich nur auf die Texte und nicht auf die Musik konzentrieren; im Idealfall transportiere die Musik die Bedeutung und könne von jedem verstanden werden, ohne die genauen Worte zu kennen. Er bestätigte jedoch, dass seine Texte diesmal persönlicher seien als auf früheren Werken.

## Diskografie
Alben
- 1996: Zoon

Singles und EPs
- 1995: Xodus (Promo-Maxi-EP)
- 1996: Penetration (12"/CD)